# Христианство в Чехии
Христианство в Чехии — самая распространённая религия в стране.
Данные о численности чешских христиан разнятся. По данным исследовательского центра Pew Research Center в 2010 году в Чехии проживало 4,14 млн христиан, которые составляли 39,4 % населения этой страны. Энциклопедия «Религии мира» Дж. Г. Мелтона оценивает долю христиан в 2010 году в 57,2 % (5,8 млн верующих).
Крупнейшим направлением христианства в стране является католицизм. В 2000 году в Чехии действовало 4,6 тыс. христианских церквей и мест богослужения, принадлежащих 45 различным христианским деноминациям.
Помимо чехов, христианами также являются большинство живущих в стране цыган, украинцев, словаков, поляков, венгров, русских, силезцев, португальцев, немцев, болгар, американцев, молдаван, белорусов, хорватов, сербов, карпатских русинов и др.
В стране действует Экуменический совет церквей в Чешской республике. Консервативные евангельские церкви страны объединены в Чешский евангельский альянс, связанный со Всемирным евангельским альянсом.